# Dirtyphonics
Dirtyphonics es una banda de música francesa de dubstep/drumstep y drum and bass originaria de París, Francia. El grupo está formado por Charly Barranger, Julien "PitchIn" Corrales y Julien "Pho" Lignon.
En 2008, Dirtyphonics firmó con la discográfica AudioPorn Records, debutando con su sencillo French Fuck, el cual alcanzó el 1° lugar en la lista de Beatport. Después de publicar remixes en sellos discográficos como Virgin Records, Atlantic Records, Warner Bros. Records, Sony Music, Mau5trap, Cooking Vinyl y Ultra Records,  firmaron con Dim Mak Records en 2012.
En marzo de 2013, Dirtyphonics debutó con su álbum Irreverence, el cual fusiona música drum and bass, dubstep, y electro. El primer solo del álbum, Dirty, fue publicado en octubre del 2012, seguido por Walk In The Fire, No Stopping Us y Hanging On Me en 2013, con remixes que abarcan varios géneros de música electrónica.
Después de 2 años de gira mundial, la banda lanzó su álbum Write Your Future EP, en el que ellos reevalúan su amor por mezclar los géneros juntos. Se publicó el 17 de febrero de 2015, seguido de su otro álbum Write Your Future - Remixes EP en septiembre del mismo año.

## Historia

### Formación y carrera temprana
Dirtyphonics fue fundado en 2004 y empezó a presentarse en conciertos en 2006. Para los primeros dos años, el grupo lo conformaban Charly, Thomas Desbouvrie, y Pho. En 2008 PitchIn se unió a la banda. Sus influencias incluyen a Daft Punk y Pendulum, así como bandas de metal como Metallica y Korn. "La mayoría de nosotros comenzamos tocando en bandas de metal", recuerda Charly. "Nuestra música siempre fue pensada para ser poderosa, de alto impacto y precisa. Desde el día en que empezamos, nos hemos desafiado a nosotros mismos para crear algo nuevo. Nos encanta superar los límites".
En 2008, el grupo firmó con la discográfica AudioPorn Records. Lanzaron su primer solo ese mismo año titulado como French Fuck, el cual rápidamente se posicionó en el número 1 en la lista de Beatport y se quedó allí por varias semanas. Le siguieron sencillos como Quarks y Vandals, en el que se presenta la música pesada de baja gama característica del grupo. El grupo rápidamente se convirtió en mercancía popular en el mundo de los remixes, dejando su talento a pistas de artistas como Skrillex, The Bloody Beetroots, Marilyn Manson, Benny Benassi, Excision, Datsik, Borgore, NERO, y Linkin Park. En 2013, Thomas dejó a la banda para convertirse en pintor bajo el seudónimo de "Matheo de Bruvisso".

### 2013:Irreverence
En 2009, ganaron el premio a "Mejor productor revelación" en los Drum & Bass Arena Awards. Los próximos tres años serían tiempos de mucho trabajo para Dirtyphonics. Encabezaron conciertos alrededor del mundo con Steve Aoki, Knife Party, DJ Snake y Skrillex. Además, hicieron apariciones notables en festivales tales como EDC, Glastonbury Festival, SXSW, Pukkelpop, WMC, Tomorrowland, entre otros.
El 19 de marzo lanzaron su álbum debut Irreverence con Dim Mak Records. El álbum es una mezcla pesada de anthemic electro, drumstep frenético, sonidos de guitarras thrash, y breaks acelerados. Presenta colaboraciones notables con Steve Aoki, Foreign Beggars, y Modestep.

### 2015:Write Your Future
A principios de 2014, Thomas Desbouvrie dejó la banda para perseguir sus aspiraciones artísticas. A pesar de eso, la banda continuó presentándose en festivales importantes en todo el mundo. Publicaron una colaboración con Zeds Dead, Where Are You Now feat. Bright Lights en Mad Decent. En febrero de 2015, la banda lanzó su segundo EP Write Your Future en Dim Mak, que incluye colaboraciones con UZ, 12th Planet, Trinidad James, Matt Rose y Julie Hardy. La banda viajó a EE. UU. y Europa sin dejar de componer música. Al regresar de la gira, la banda lanzó Anonymous en homenaje a sus raíces de drum and bass y como una fuerte revelación de su música. En seguida, Write Your Future - Remixes EP salió en Dim Mak Records con remixes de Habstrakt, Funtcase, High Maintenance e Infuze. El 21 de octubre de 2015, la banda publicó Hoverboard, un sencillo escrito en 2005. Esperaron 10 años para finalmente terminarlo para el día de Back to the Future, el día en el que Marty McFly viaja en el tiempo hasta el 21 de octubre del año 2015.

### 2017:Night Ride
A inicios de 2017, Dirtyphonics publicó su EP titulado Night Ride en la discográfica Borgore’s Buygore Records, en el que colaboraron Virtual Riot y Example. El EP consta de tres pistas: Night Ride, Beat Dem Up (en colaboración con Virtual Riot) y Lost In Your Love junto con Example.

## Discografía
| Año  | Título                                              | Formato        | Discográfica      |
| ---- | --------------------------------------------------- | -------------- | ----------------- |
| 2008 | French Fuck                                         | Vinilo/digital | AudioPorn Records |
| 2008 | Bonus Level                                         | Vinilo/digital | AudioPorn Records |
| 2009 | The Secret feat. Tali                               | Vinilo/digital | AudioPorn Records |
| 2009 | Teleportation                                       | Vinilo/digital | AudioPorn Records |
| 2009 | Quarks                                              | Vinilo/digital | AudioPorn Records |
| 2009 | Lottery                                             | Vinilo/digital | AudioPorn Records |
| 2009 | Glow                                                | Vinilo/digital | AudioPorn Records |
| 2009 | Vandals                                             | Vinilo/digital | AudioPorn Records |
| 2010 | Lost In The Game                                    | Vinilo/digital | AudioPorn Records |
| 2011 | Tarantino                                           | Digital        | Dim Mak Records   |
| 2011 | Oakwood                                             | Digital        | Dim Mak Records   |
| 2011 | French Fuck VIP                                     | Digital        | Independiente     |
| 2012 | I Need Your Love                                    | Digital        | Independiente     |
| 2012 | DIRTY                                               | Digital        | Dim Mak Records   |
| 2013 | Walk In The Fire                                    | Digital        | Dim Mak Records   |
| 2013 | Irreverence                                         | Digital        | Dim Mak Records   |
| 2013 | No Stopping Us feat. Foreign Beggars                | Digital        | Dim Mak Records   |
| 2013 | Hanging On Me                                       | Digital        | Dim Mak Records   |
| 2013 | Los Angeles                                         | Digital        | Dim Mak Records   |
| 2014 | Where Are You Now with Zeds Dead feat Bright Lights | Digital        | Mad Decent        |
| 2015 | Write Your Future EP                                | Digital        | Dim Mak Records   |
| 2015 | Write Your Future EP - Remixes                      | Digital        | Dim Mak Records   |
| 2015 | Anonymous                                           | Digital        | Independiente     |
| 2015 | Hoverboard                                          | Digital        | Independiente     |
| 2015 | Anonymous VIP                                       | Digital        | Independiente     |
| 2016 | Neckbreaker con FuntCase                            | Digital        | Circus Records    |
| 2016 | Holy Sh!t                                           | Digital        | Dim Mak Records   |
| 2017 | Night Ride EP con Virtual Riot y Example            | Digital        | Independiente     |
| 2017 | Whatch Out con Bassnectar feat. Ragga Twins         | Digital        | Monstercat        |
| 2017 | Got Your Love con RIOT                              | Digital        | Monstercat        |
| 2017 | Vantablack EP con Sullivan King                     | Digital        | Monstercat        |
| 2018 | Sayonara                                            | Digital        | Monstercat        |
| 2018 | Scorpion                                            | Digital        | Rampage Records   |
| 2019 | Rise From The Dead                                  | Digital        | Disciple          |
| 2019 | Scars EP                                            | Digital        | Disciple          |

### Remixes
- Zeds Dead "Blame" (Dirtyphonics Remix) - 2017
- The Chainsmokers - "Closer" (Dirtyphonics Remix) - 2016
- Skrillex & Alvin Risk - "Try It Out" (Dirtyphonics Remix) - 2016
- Steve Aoki - "Neon Future" (Dirtyphonics Remix) - 2015
- Le Castle Vania - "Disintegrate" (Dirtyphonics Remix) - 2014
- Kaskade & Proyect46 - "Last Chance" (Dirtyphonics Remix) - 2013
- Steve Aoki & Rune RK feat. RAS - "Bring You To Life" (Dirtyphonics Remix) - 2013
- Linkin Park - Lies Greed Misery (Dirtyphonics Remix) - 2013
- Borgore - Legend (Dirtyphonics Remix) - 2013
- 12.º Planeth & Flinch - "The End Is Near Part 1" (Dirtyphonics Remix) - 2012
- Foreign Beggars - "Apex" (Dirtyphonics Remix) - 2012
- Marilyn Manson - "Slo-Mo-Tion" (Dirtyphonics Remix) - 2012[9]
- Excision & Datsik - "Deviance" (Dirtyphonics Remix) - 2012
- Krewella - "Killin It" (Dirtyphonics Remix) - 2012
- Krafty Kuts ft. Dynamite MC - "Pounding" (Dirtyphonics Remix) - 2011
- Dan Sena ft. Del The Funky Homosapien & Kylee Swenson - "Song Of Siren" (Dirtyphonics Remix) - 2011
- The Crystal Method ft. The Heavy- "Play For Real" (Dirtyphonics Remix) - 2011
- Skrillex - "Scary Monsters and Nice Sprites" (Dirtyphonics Remix) - 2011
- Does It Offend You, Yeah? - "Wondering" (Dirtyphonics Remix) - 2011
- Benny Benassi feat. T-Pain - "Electroman" (Dirtyphonics Remix) - 2011
- Nero  - "Me & You" (Dirtyphonics Remix) - 2011
- Shimon - "The Shadow Knows" (Dirtyphonics Remix) - 2010
- The Boody Beetroots - "URDIMBRE" (Dirtyphonics Remix) - 2010
- ShockOne  - "Polygon" (Dirtyphonics Remix) - 2010
- Aki & Cody-C - "Reggaetronik" (Dirtyphonics Remix) - 2006

## Premios
- Mejor productor revelación (DNB Arena Awards 2009).[10]
- Mejor banda o dúo (DJ MAG FR).